# 교향곡 8번 (말러)
《교향곡 8번 내림마장조 “천인”》은 구스타프 말러의 8번째 교향곡이다. 초연 당시 1000명이 넘는 연주자가 동원되어 '천인'이란 별명이 붙었다. 1906년과 1907년에 걸쳐 작곡되었다.

## 개요
말러의 교향곡 제8번은 1910년 9월 12일 뭔헨 초연 당시 1천명 이상의 연주자들이 동원되어 ‘천인(千人)교향곡’이란 별명을 얻은 작품이다. 그러나 정작 말러 자신은 '천인교향곡'이란 별명을 좋아하지 않았다고 한다. 성령 찬미가의 독일어로 된 요한 볼프강 폰 괴테의 〈파우스트〉를 절묘하게 얶어놓특별한 작품이다. 게다가 이 곡은 ‘교향곡’임에도 불구하고 관현악 외에 8명의 독창자의 대규모 합창단이 참여해 처음부터 끝까지 노래된다.
또한 말러는 '오소서 창조주 성령이시여'를 첫악장에 놓고 스케르초-아다지오에 이어 마지막에 '에로스의 탄생'이라는 제목의 송가를 붙인 4악장의 교향곡을 구상하기도 했다.

## 작곡

### 2부의 작곡
말러는 찬가 ‘오소서, 창조주 성령이시여’와 ‘에로스의 탄생’에 의한 가사의 결합을 포기하고 파우스트의 종막 장면 ‘심산유곡’ 장(章) 오페라를 연결시키기로 결정했다. 말러가 이는 말러가 파우스트를 읽었기 때문인데, 말러가 언제 파우스트를 읽었는지는 알 수 없지만 30대 초, 중반에 읽었으리고 추정한다. 파우스트를 읽은 말러는 그 철학적인 심오한 내용에 매료됐다. 또한 자신은 파우스트적 인간이었고 그렇게 인생을 산 인물이었다. 유대인이라는 이유로 차별당해 방황을 했고, 모친에 대한 마음과 동생들의 죽음이 부인 알마를 사랑에서 갈망까지 갔다.
말러는 파우스트를 오페라로 만들 계획을 세웠으나 바쁜 상황이라 일단 미루고, 나중에 전체 내용을 다루는 것에 무리가 있어 계획을 바꿔 환희와 구원의 내용이 있는 심산유곡(파우스트의 구원) 장면을 바탕으로 단막 오페라를 작곡하려 했다. 그후 8번 교향곡을 구상하여 1부를 완성한 말러는 환희와 긍정의 내용을 다루는데 있어서 2부로 ‘에로스의 탄생’보다 ‘파우스트 종막 오페라’가 옳다고 판단해 구상한 오페라를 교향곡의 악장으로 집어넣은 것으로 보인다. 2부의 음악 작곡을 하면서 대본도 자기가 직접 작성할 정도로 작곡에 열을 올렸다.(천사와 닮은 신부와 승천한 소년들이 대화하는 내용은 뺐지만 어느 정도 원작에 가깝게 썼다.)

## 초연

### 초연 준비

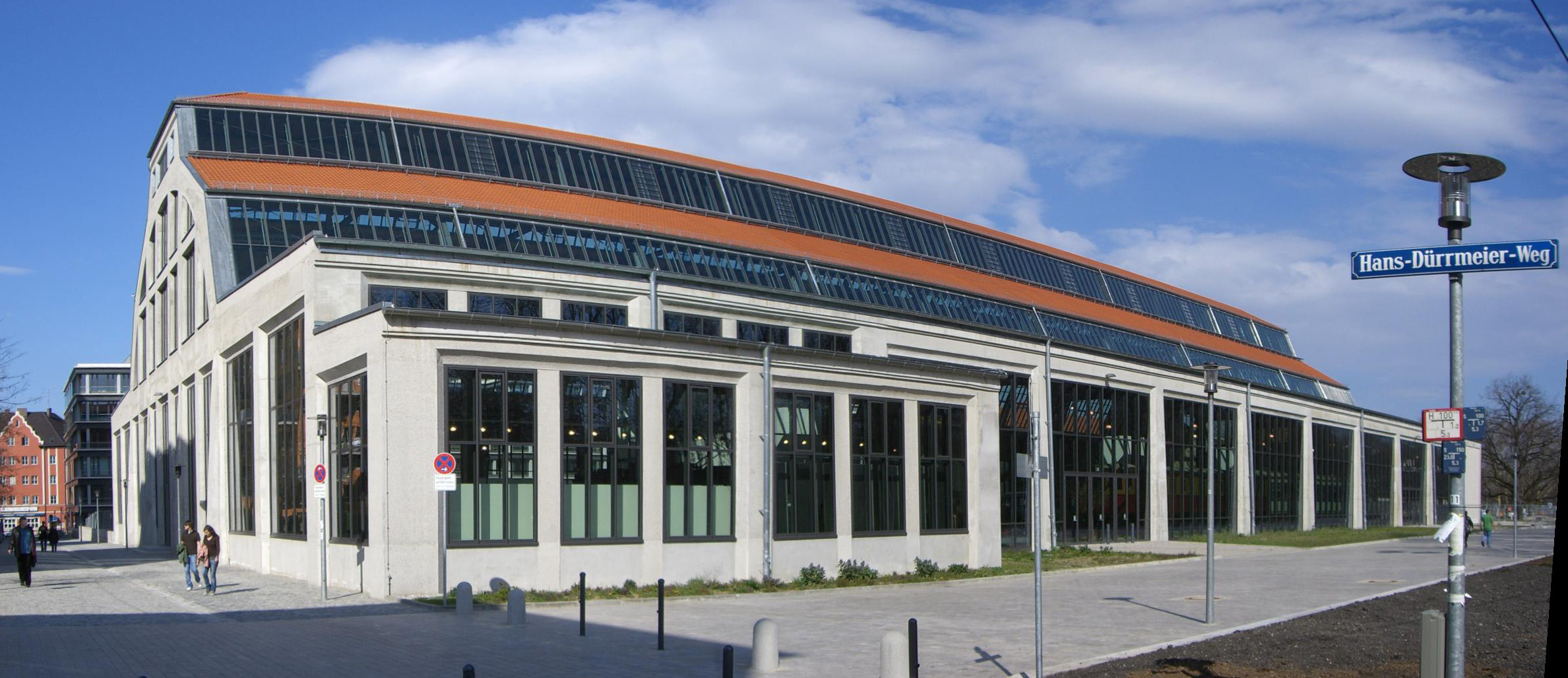
1910년 9월 12일 교향곡 8번 "천인" 세계 초연이 열린 신축제음악당. 현재는 뮌헨 독일박물관 부속 교통전시관이다

말러는 뮌헨 페스티벌의 공연기회작인 에밀 구트만의 초청을 받아 ‘천인교향곡’ 연주를 준비하고 있었으나 합창단이 제 시간 내에 자기 파트를 공부해오지 않는다는 이유를 들어 “만일 모든 조건이 완전히 만족스럽지 않다면 나는 이 연주회를 무지비하게 취소할 것”이라고 선언하기도 했다. 그러나 몇 주 뒤에 말러는 그의 고집을 꺾고 뮌헨 연주회를 지휘하기로 했고 당시의 연주 인윈의 규모는 어마어마했다.
이 교향곡의 연주 인원을 조달하기 위헤 뮌헨의 합창단뿐만 아니라 빈과 라히프치히의 합창단까지 불러와야 했고, 초연에 참가한 8명의 독창자들도 뮌헨과 빈, 프랑크푸르트, 함부르크, 베를린, 바스바덴 등 다양한 지역에서 초대되었다.

### 알마의 외도
하지만 말러 인생에 가장 찬란한 순간을 준비하던 그 때에 말러에게 위기가 닥친다. 그것은 바로 아내 알마의 외도였다. 건강이 악화되어 토블라흐에서 요양 중이던 알마가 4살 연하의 젊고 재능있는 건축가 발터 그로피우스와 사랑에 빠진 것이다. 사실 알마는 말러의 카리스마에 빠져 결혼하긴 했지만 말러의 지나치게 가부장적인 태도와 끝없는 어두움에 질려버렸던 것이다. 알마는 그로피우스를 구세주로 여겼고, 그로피우스도 알마에게 헌신적인 사랑을 약속했다.
그런데 이 그로피우스가 보내는 러브레터가 말러에게 배달된 것이다. 
이 편지를 받아본 말러는 충격에 휩싸였다. 말러는 피아노에 앉아 그 편지를 알마에게 보여주고 어찌된 것인지 물었다. 알마는 그 동안 그녀가 얼마나 사랑에 목말라 했는지 그리고 말러가 자신을 간과했는지 하소연하며 응수하였다. 그로부터 며칠 후, 발터 그로피우스는 토블라흐까지 나타나, 알마에게 보낸 편지의 답을 직접 들으러 왔다. 하지만 의외로 알마는 그런 그로피우스를 보고 반가운 마음이 아닌 두려운 마음이 들었다고 한다. 말러는 그를 데리고 와서 한참을 말없이 걸었다. 밤이 되자 말러는 그로피우스를 데리고 알마에게 두 사람중 하나를 택하라고 요구했다. 알마는 자비롭게도 결국 말러를 선택하였고 이 사건은 일단 마무리된 것처럼 보였다.

### 대성공한 초연

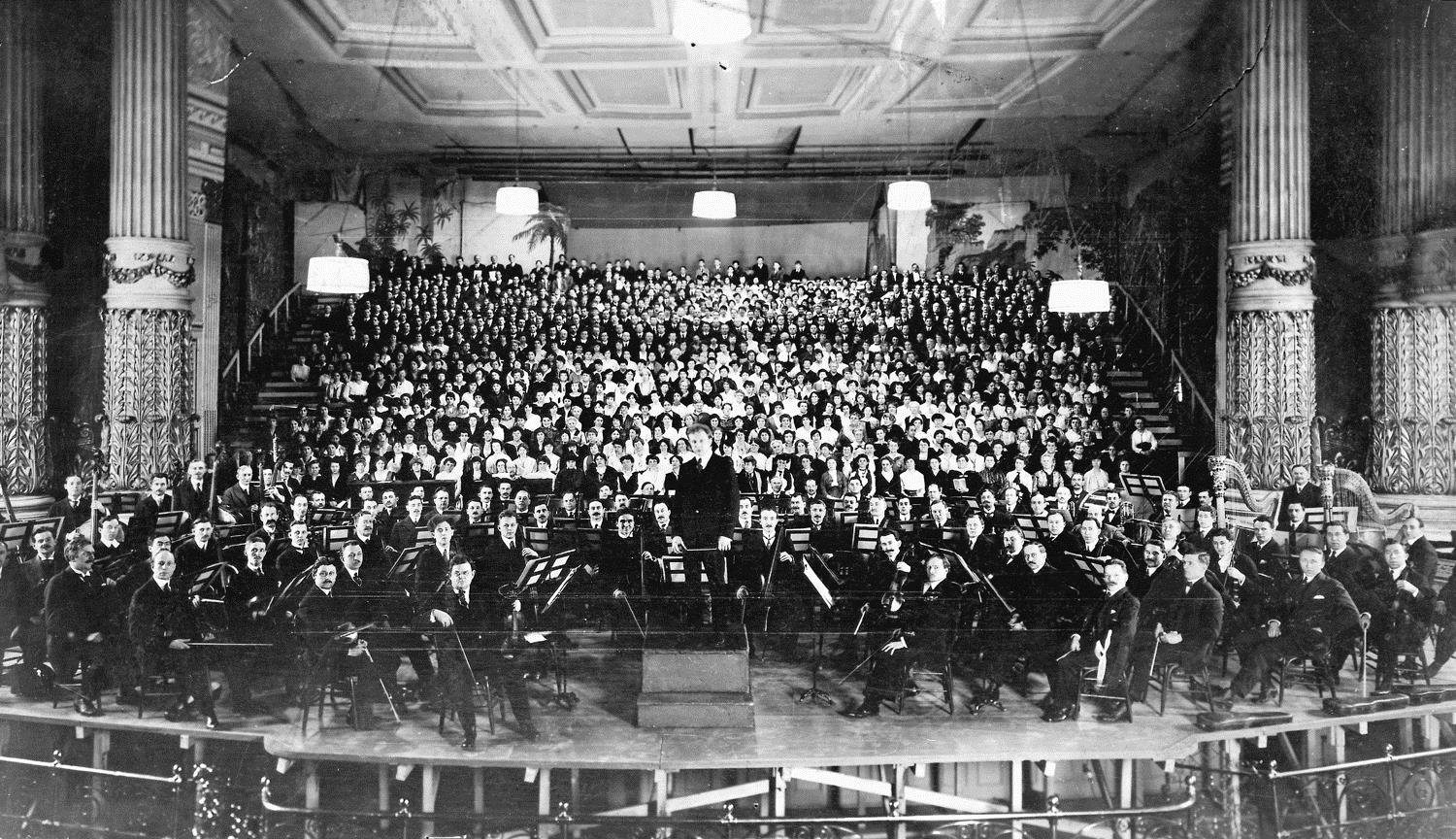
1916년 3월 2일 레오폴드 스토코프스키 지휘, 필라델피아 관현악단에 의해 미국에서 천인교향곡이 초연됐다.(연주자 1068명)

이런 고통 속에서도 초연 날짜는 다가왔다. 1910년 9월, 예정대로 8번 교향곡의 초연이 뮌헨 국제 박람회장의 부속 시설이었던 신음악 축전홀(Neue Musik-Festhalle)에서 개최되는 것으로 정해졌다. 이 홀은 공연장이라기 보다는 실내체육관에 가까운 대형 시설이었고, 약 3,200명의 관객들을 수용할 수 있었다. 공연 기획자 에밀 구트만의 적극적인 홍보로 뮌헨시 곳곳에는 연주회를 알리는 포스터와 사진이 붙어있었다. ‘모든 민족의 선물’이란 말러의 말대로 초연 준비는 범세계적인 일이었다.
무대조명의 귀재 알프레드 롤러가 빈에서 왔으며, 8번의 완성을 맨 처음 알린 빌럼 멩엘베르흐, 그와 이젠 실과 바늘처럼 당연하게 있어야 할 것 같은 브루노 발터, 오토 클렘페러, 오스카 프리트, 아르놀트 쇤베르크, 말러의 젊은 추종자들이었던 안톤 베베른과 알반 베르크도 속속 도착하였다. 그는 리허설을 준비하면서 아내에 대해 어느 정도 사랑과 신뢰를 회복한 것처럼 보였다. 덕분에 8번 교향곡은 말러의 교향곡 중 처음이자 마지막으로 헌정자를 지니게 되었다. 헌정을 받은 축복의 주인공은 바로 알마였던 것이다.
드디어 9월 12일, 8번 교향곡이 말러의 지휘로 858명의 가수 (8명의 독창자 포함)와 171명의 단원 (말러 포함)의 위용을 거느리며 초연되었다. 이 날 연주회에는 왕족을 비롯하여 앞서 언급한 지인들과 함께 당대의 유명인사가 대거 참석하였다.
연주가 끝난 후 폭풍 같은 박수가 30분 넘게 이어졌으며 사람들은 모두 층계를 내려와 위대한 예술가에게 몰려들었다고 한다. 연주회가 완전히 끝난 후에도 밖에서 많은 사람들이 말러를 기다리고 있어서 말러는 이 사람들을 뚫고 지나가야만 했다. 릴리 레만은 제2부에 주체할 수 없을 정도로 감명을 받았다고 고백하였으며 토마스 만은 말러에게 얼마나 많은 빚을 지게 되었는지 형언할 수 없다며 찬사를 보냈다. 하지만 이 연주회에 참석한 모든 사람들은 공통적으로 말러가 몹시 마르고 창백했다고 전하고 있다.
어쨌든 뮌헨에서의 초연은 대성공이었다. 그러나 안타깝게도 말러는 8번을 초연한 것이 자신의 작품을 초연한 마지막이었다. 그 다음 해에 말러는 결국 세상을 떠난다. 8번의 성공은 죽음의 그림자가 다가오는 말러에 대한 신의 마지막 축복이었을지도 모르겠다. 말러는 이듬해의 9번 교향곡 초연 요청은 거절했지만, 대지의 노래의 지휘는 수락했다. 하지만 결국 이듬해에 말러의 사망으로 이 약속은 지켜지지 못했다.

### 초연 참석자
음악가아르놀트 쇤베르크, 브루노 발터, 빌렘 맹겔베르크, 클라우스 프링스하임, 오토 클렘페러, 오스카 프리트, 안톤 베베른, 알반 베르크, 리하르트 슈트라우스, 막스 레거, 프란츠 슈미트, 지크프리트 바그너, 랠프 본 윌리엄스, 세르게이 라흐마니노프, 레오폴드 스토코프스키, 카미유 생상스, 릴리 레만
문학인아르투어 슈니츨러, 후고 폰 호프만스탈, 슈테판 츠바이크, 토마스 만, 조르주 클레망소
기타막스 라인하르트, 알베르 1세 (벨기에 국왕), 루트비히 3세, 헨리 포드

## 출판
악보는 1911년에 빈에 유니버셜 출판사에서 출판되었다. 이 때 말러는 이 출판사에서 알마와 결혼 이전에 작곡한 가곡을 모은 악보를 함께 장정하여 동시에 출판했다. 1977년 에르빈 라츠 감수, 국제말러협회에 의한 전집판이 동 출판사에서 출판되었다.

## 해설

### 중세 성령찬미가와 파우스트의 공통분모
사실 ‘천인 교향곡’의 특별한 점은 천명이상이 연주하는 곡이라는 점에 있기보다는, 라틴어로 된 중세의 성령찬미가와 독일어로 된 괴테의 〈파우스트〉가 어떻게 한 작품 속에서 조화를 이룰 수 있느냐 하는 데 있을 것이다. 작성 연대가 809년으로 추성된 되는미가 ‘오소서 창조주 성령이여(Veni, creator Spiritus)’와 1830-1년에 완성된 〈파우스트〉제2부 5막 종결 장면 (심산유곡) 사이에는 무려 1000년 이상의 시차가 있으며 언어도 다르다. 그러나 음악적으로 보면 서로 다른 언어로 된 2가지 텍스트는 말러의 교향곡 속에서 놀랄 만큼 휼륭한 조화를 이루고 있다. 사실 서로 달라 보이는 2가지 텍스트는 하나의 키워드를 공유하고 있는데, 그것은 바로 ‘사랑’이다. ‘사랑’은 1부와 2부를 결합시킬 수 있는 1가지 단서를 제공하며, 말러는 ‘사랑’이라는 키워드에 집중하여 그의 음악 속에 2가지 텍스트를 절묘하게 결합시켰다. 작곡가 안톤 베베른의 증언에 의하면 1부 성령찬미가의 가사 중 ‘축복의 빛으로 우리 감정을 비추시고 우리의 마음에 사랑을 부으소서. (Accende lumen sensibus, Infunde amorem cordibus.)’의 부분에 해당하는 선율적인 동기야말로 1부와 2부를 묶는 중요한 단서로 볼 수 있다. 말러는 이 교향곡 속에서 ‘사랑’과 ‘빛’을 의미하는 1부에 ‘Accende’ 이하의 선율과 2부에서 ‘사랑’(Liebe)이라는 말이 나오는 부분을 똑같은 선율로 작곡해 1부와 2부에 통일성을 부여했고, 이로써 ‘영원한 사랑은’ 작품 전체를 통해 강조된다.

## 〈파우스트〉의 음악화
괴테의 파우스트는 여러 작곡가들의 의해 다양한 장르 곡으로 만들어졌다.
괴테 자신도 음악을 좋아해서음빌록가 되지는했지만 자신의 작품이 타작곡가의 의해 음악화되길 원했으며 특히 파우스트의 음악화를 위해 무음의 오페라로 만들었고 곳곳에 음악적 부분을 집어넣어 자신의 주제를 만들어서 오페라의 작곡방향을 제시했다. 그 중 2부에서 말러는 ‘파우스트 제2부’ 5막부터 최종장면 210행(50행은 대본 작성 과정에 생략)을 토태로 대본을 작성, 작곡을 하고있는데, 이 ‘파우스트’를 소재로 한 작품으로서, 그 밖에도 베를리오즈의 파우스트의 겁벌(1857), 슈만의 파우스트의 장면(1853), 리스트의 파우스트 교향곡(1857), 구노의 오페라 파우스트(1859), 보이토의 파우스트 ‘메피스토펠레스’, 부조니의 파우스트 박사(1924, 미완성) 등이 있다.
이 중에서 괴테의 각본을 독일어 그대로 사용한 작품은 슈만, 리스트, 말러의 작품이다. 슈만의 작품은 ‘파우스트’ 전체에서 텍스트를 발췌한 오라토리오 형식으로 말러의 천인교향곡의 선구적 작품이라 할 수 있다. 리스트의 ‘파우스트 교향곡’에서는 최종악장에서 ‘신비의 합창’을 남성합창으로 노래케 하고 있어, 이 부분만 본다면 슈만 및 말러와 공통한다고도 보인다. 이 괴테의 ‘신비의 합창’에서, ‘영원한 여성성이 우리를 이끌어 올린다’라는 말은 여성의 사랑을, 천상세계로 이끄는 ‘정화’ 작용으로써 상징적으로 노래하고 있는 것이라는 해석이 일반적이다.
그러나 전술한 바와 같이 말러는 최종악장을 ‘에로스의 탄생’으로 구상하고 있었다. 그 점에서 ‘파우스트’를 채용한 점에 대하여 말러는 1910년 6월에 알마에게 보낸 편지에서, ‘모든 사랑은 생산이자 창조이며, 육체적인 생산도 정신적인 창조도, 그 근원에는 에로스의 존재가 있소’라고 쓰고 있는데, ‘파우스트’의 최종장면에서 이 점에 상징적으로 노래되고 있다.

## 등장인물
- 파우스트(Faust, Doctor Marianus): 마리아를 숭배하는 박사 (테너)
- 그레트헨(Gretchen): 속죄하는 여인 (소프라노)
  - 성모에게 파우스트의 구원을 요청한다.
- 법열의 신부(Pater Ecstaticus)(바리톤)
- 명상하는 신부(Pater Profundus)(베이스)
- 큰 죄를 지은 여인(Magna Peccatrix): 마리아 막달레나 (소프라노)
  - 예수의 발을 씻고 향유를 발라 주어 죄를 용서받았다.
- 사마리아의 여인(Mulier Samaritana) (알토)
- 이집트의 마리아(Maria Aegyptiaca) (메조소프라노)
  - 음탕한 생활을 하던 여인으로, 예수의 묘지로 들어가려다 거절당하고 48년간 이집트의 사막에서 속죄하여 성녀의 칭호를 받았다.
- 영광의 성모 마리아(Mater Gloriosa) (소프라노)
- 천사들(Engel)
  - 성숙한 천사들(Die Vollendeteren Engel)
  - 어린 천사들(Die Jüngeren Engel)
- 승천한 소년들(Selige Knaben) (어린이 합창)

원작 ‘심산유곡’ 장면에서는 위 등장인물 이외 '천사와 닮은 신부'가 등장하지만 대본 작성 과정에서 빼서 등장하지 않는다. 등장한다고 해도 대사가 거의 없다.

## 연주시간
- 1부: 23분
- 2부: 56분~1시간
- 총 1시간 20분

## 악기편성
피콜로, 플루트 4(4번은 피콜로 겸함), 오보에 4, 잉글리시 호른 1, 클라리넷 4, 베이스 클라리넷1, 바순 4, 콘트라바순 1, 호른 9, 트럼펫 4, 트롬본 4, 튜바 2 (1대도 됨), 팀파니 1 (2대를 쓰는 경우가 있음), 심벌즈 3(서스펜디드 심벌즈 별도 필요), 큰북, 탐탐, 트라이앵글, 교회종, 튜블러 벨, 글로켄슈필, 오르간, 피아노, 첼레스타, 하모늄, 하프 4, 만돌린 4, 현 5부 (25, 25, 20, 20, 18)
- 별도 금관밴드: 트럼펫 4, 트롬본 3

## 구조
교향곡 8번은 총 2부(2악장)로 구성되어있다. 1부는 교회음악적이고 다성적이며, 2부는 환상적이며 동일적이지만, 양 악장은 주관적으로 긴밀하게 구성되어, 통일된 인상을 준다.
1. 제1부: 찬가 "오소서, 창조주이신 성령이여"
2. 제2부: 파우스트 제2부 종막 장면 '심산유곡'에 의한 오페라

## 구성

### 제2부 줄거리
2부: 심산유곡
막이 오르면 숲과 바위, 황무지만 있는 장소가 나오고 신비로운 합창이 들려온다. 거룩한 은둔자들이 산 위에 흩어져 바위들 사이에 자리잡는다. 이윽고 황홀경에 빠진 법열의 신부가 신과의 합일의 기쁨을 열정적으로 노래하고, 명상하는 신부는 광포한 자연과도 같은 그의 번뇌에 괴로워하며 그의 모든 고통을 이겨낼 전능한 사랑을 구한다. 그러자 천사들과 승천한 소년들이 나타나 ‘언제나 갈망하며 애쓰는 자는 그를 우리는 구원할 수 있습니다.’라는 ‘파우스트’의 핵심 사상을 노래하지만, 성숙한 천사들은 ‘지상의 찌꺼기’를 나르는 일이 결코 쉽지 않음을 경고하며 인간의 불완전함을 노래한다. 이윽고 젊은 천사들과 승천한 소년들이 파우스트를 보살펴 좀 더 높은 완성의 경지에 오르도록 도와주고,  파우스트는 자신을 구원할 수 있는 영원한 여성, 즉 영광의 성모(광명의 여신)를 믿으며 변호의 노래를 한다. 이때 멀리서 영광의 성모가 떠 오는 사이 관현악의 바이올린 연주자들이 지극히 아름답고 서정적인 주제를 연주하며 성모의 자비로움을 표현한다.
영광의 성모 앞에 3명의 죄 많은 여인이 등장하는데, 그들은 예수의 발에 향유를 부은 여인(마리아 막달레나)과 사마리아 여인, 그리고 이집트의 마리아로서 모두 지난날의 죄를 참회하여 파우스트를 용서해줄 것을 청한다. 그리고 2부의 프리마돈나라 할 수 있는 그레트헨(텍스트에는 ‘속죄의 여인’이라 표시됨)이 성모께 매달리며 그녀의 옛 연인이었던 파우스트의 구원을 간절히 청하자, 영광의 성모는 마침내 파우스트를 용서하고 하늘로 이끌어 올린다. 이때 영광의 성모가 부르는 대사는 단지 두 줄밖에 안 되지만 그녀는 이 교향곡에서 가장 핵심적인 인물로서 파우스트를 구원하는 영원한 여성상이다. 용서를 받은 파우스트는 다시 부활하여 그레트헨의 인도로 천국으로 갈 준비를 한다. 이윽고  파우스트가 엎드려 경배(기도)하며 “동정녀, 어머니, 여왕”이라 외치며 영광의 성모를 찬양하고, 파우스트가 첼레스타와 피아노, 하프가 만들에내는 영롱한 간주음악에 맞추어 승천하자 어디선가 아주 고요하게 시작된 신비의 합창이 점차 벅찬 환희로 상승하고 법열의 신부의 주제와 영광의 성모 주제가 결국 이 교향곡 1부 도입부에서 울려 퍼졌단 ‘오소서, 창조주 성령이여’의 동기로 통합되면서, 결국 창조의 성령만이 남아 이 거대한 교향곡의 대미를 장식한다.

## 가사 (대본)

### 제1부
| Hymnus: “Veni, creator spiritus” Veni, creator spiritus, Mentes tuorum vista, Imple superna gratia, Quae tu creasti pectora. Qui Paraclitus diceris, Donum Dei altissimi, Fons vivus, ignis, caritas Et spiritalis unctio. Veni, creator. Imple superna gratia, Quae tu creasti pectora. Infirma nostri corporis Firmans virtute perpeti Accende lumen sensibus, Infunde amorem cordibus. Hostem repellas longius Pacemque dones protinus. Ductore sic te praevio Vitemus omne pessimum. Tu septiformis munere Digitus paternae dextrae Per te sciamus da Patrem, Noscamus atque Filium, Te utriusque spiritum Credamus omni tempore. Accende lumen sensibus, Infunde amorem cordibus. Veni, creator spiritus, Qui Paraclitus diceris, Donum Dei altissimi. Da gaudiorum praemia Da gratiarum munera, Dissolve litis vincula, Adstringe pacis foedera. Pacemque protinus dones, Ductore sic te praevio Vitemus omne pessimum. Gloria Patri Domino, Natoque, qui a mortuis Surrexit, ac Paraclito In saeculorum saecula. Gloria Patri Domino, Natoque, qui a mortuis Amen. | 찬가 "오소서, 창조주 성령이시여" 오소서, 창조주 성령이시여, 우리의 마음에 드소서. 창조물의 영혼에 천국의 은총으로 채우소서. 위로하는 자로 불리는 분 하느님이 주신 가장 귀한 선물 살아있는 샘, 불 사랑이시며 정신에 기름을 붓는 분 오소서, 창조주여, 창조물의 영혼을 천국의 은총으로 채우소서. 우리의 연약한 육신을 영원한 힘을 주소서. 우리 감정을 비추시고 우리의 마음에 사랑을 부으소서. 적들을 몰아내시고 우리에게 영원한 평화를 주소서. 우리의 길을 인도하시여 모든 위험을 비추게 하소서. 일곱 은총을 입은 분 아버지의 손가락이여. 성부와 성자에 대해 영원히 믿게 하소서. 두 분으로부터 나온 정신을 우리에게 알려주소서. 축복의 빛으로 우리 감정을 비추시고 우리 마음에 사랑을 부으소서. 오소서, 창조주 성령이시여. 위로자하는 자로 불리는 분 하느님이 주신 가장 귀한 선물. 우리에게 기쁨을 주소서 우리에게 은총 허락하시고 우리의 다툼 진정시키시며 평화 속에 보살피소서. 우리의 길을 인도하시어 모든 위험을 미추게 하소서. 아버지께 영광 그의 부활하신 아드님께, 우리의 보호자이자 위로받는 분 영원히 영원히 아버지께 영광 그의 부활하신 아드님께, 아멘. |

### 제2부
| Schlußszene aus „Faust“Letzte Szene aus dem zweiten Teil von Goethes Faust Chor und Echo Waldung, sie schwankt heran, Felsen, sie lasten dran, Wurzeln, sie klammern an, Stamm dicht an Stamm hinan. Woge nach Woge spritzt, Höhle, die tiefste, schützt. Löwen, sie schleichen stumm Freundlich um uns herum. Ehren geweihten Ort, Heiligen Liebeshort. Pater Ecstaticus auf- und abschwebend Ewiger Wonnebrand, Glühendes Liebeband, Siedender Schmerz der Brust, Schäumende Gotteslust! Pfeile, durchdringet mich, Lanzen, bezwinget mich, Keulen, zerschmettert mich, Blitze, durchwettert mich! Dass ja das Nichtige Alles verflüchtige, Glänze der Dauerstern, Ewiger Liebe Kern! Pater Profundus tiefe Region Wie Felsenabgrund mir zu Füssen Auf tieferm Adgrund lastend ruht, Wie tausend Bäche strahlend fliessen Zum grausen Sturz des schaums der Flut Wie strack, mit eignem kräftigen Triebe, Der Stamm sich in die Lüfte trägt: So ist es die allmächtige Liebe, Die alles bildet, alles hegt. Ist um mich her ein wildes Brausen, Als wogte Wald und Felsengrund! Und doch stürzt, liebevoll im Sausen, Die Wasserfülle sich zum Schlund, Berufen, gleich das Tal zu wässern, Der Blitz, der flammend niederschlug, Die Atmosphäre zu verbessern, Die Gift und Dunst im Busen trug, Sind Liebesboten! sie verkünden, Was ewig schaffend uns umwallt. Mein Innres mög es auch entzünden, Wo sich der Geist, verworren-kalt, Verquält in stumpfer Sinne Schranken, Scharfangeschlossnem Kettenschmerz! O~Gott! beschwichtige die Gedanken, Erleuchte mein bedürftig Herz! [Die nachfolgenden zwei Chöre werden gleichzeitig gesungen] Engel [schwebend in der höheren Atmosphäre, Faustens Unsterbliches tragend] Gerettet ist das edle Glied Der Geisterwelt vom Bösen Wer immer strebend sich bemüht, Den können wir erlösen! Und hat an ihm die Liebe gar Von oben teilgenommen, Begegnet ihm die selige Schar Mit herzlichem Willkommen. Chor Seliger Knaben [um die höchsten Gipfel kreisend] Hände verschlinget Freudig zum Ringverein! Regt euch und singet Heilige Gefühle drein! Göttlich belehret, Dürft ihr vertrauen, Den ihr verehret, Werdet ihr schauen. Die Jüngeren Engel Jene Rosen, aus den Händen Liebend-heiliger Büsserinnen, Halfen uns den Sieg gewinnen, Und das hohe Werk vollenden, Diesen Seelenschatz erbeuten. Böse wichen, als wir streuten, Teufel flohen, als wir trafen. Statt gewohnter Höllenstrafen Fühlten Liebesqual die Geister, Selbst der alte Satansmeister War von spitzer Pein durchdrungen, Jauchzet auf! es ist gelungen. Die Vollendeteren Engel [Chor mit Altsolo] Uns bleibt ein Erdenrest Zu tragen peinlich, Und wär er von Asbest, Er ist nicht reinlich. Wenn starke Geisterkraft Die Elemente An sich herangerafft, Kein Engel trennte Geeinte Zwienatur Der innigen beiden. Die ewige Liebe nur Vermag's zu scheiden. [Die nachfolgenden Chöre und die ersten 8 Zeilen des Doctor Marianus werden gleichzeitig gesungen] Die Jüngeren Engel Nebelnd um Felsenhöh Spür' ich soeben, Regend sich in der Näh Ein Geisterleben. Die Wölkchen werden klar. Ich seh bewegte Schar Seliger Knaben, Los von der Erde Druck, Im Kreis gesellt, Die sich erlaben Am neuen Lenz und Schmuck Der obern Welt. Sei er zum Anbeginn, Steigendem Vollgewinn Diesen gesellt! Chor Seliger Knaben Freudig empfangen wir Diesen im Puppenstand, Also erlangen wir Englisches Unterpfand. Löset die Flocken los, Die ihn umgeben! Schon ist er schön und gross Von heiligem Leben. Doctor Marianus [in der höchsten, reinlichsten Zelle] Hier ist die Aussicht frei, Der Geist erhoben. Dort ziehen Fraun vorbei, Schwebend nach oben. Die Herrliche, mitteninn, Im Sternenkranze, Die Himmelskönigin, Ich seh's am Glanze. Höchste Herrscherin der Welt, Lasse mich im blauen, Ausgespannten Himmelszelt Dein Geheimnis schauen! Billige, was des Mannes Brust Ernst und zart beweget Und mit heiliger Liebeslust Dir entgegenträget! Unbezwinglich unser Mut, Wenn du hehr gebeitest; Plötzlich mildert sich die Glut, Wie du uns befriedest. Doctor Marianus und Chor Jungfrau, rein im schönsten Sinn, Mutter, Ehren würdig, Uns erwählte Königin, Göttern ebenbürtig. [Mater Gloriosa schwebt einher] [Chor] Dir, der Unberührbaren, Dass die leicht Verführbaren Traulich zu dir kommen. In die Schwachheit hingerafft, Sind sie schwer zu retten. Wie entgleitet schnell der Fuss Schiefem, glattem Boden! Chor der Büsserinnen und Una poenitentium Du schwebst zu Höhen Der ewigen Reiche, Vernimm das Flehen, Du Ohnegleiche, Du Gnadenreiche! Magna Peccatrix (St. Lucae VII, 36) Bei der Liebe, die den Füssen Deines gottverklärten Sohnes Tränen liess zum Balsam fliessen Trotz des Pharisäerhohnes, Beim Gefässe, das so reichlich Tropfte Wohlgeruch hernieder, Bei den Locken, die so weichlich Trockneten die heiligen Gleider. Mulier Samaritana (St. Joh. IV) Bei dem Bronn, zu dem schon weiland Abram liess die Herde führen, Bei dem Eimer, der dem Heiland Kühl die Lippe durft berühren, Bei der reinen, reichen Quelle, Die von dorther sich ergiesset, Überflüssig, ewig helle Rings durch alle Welten fliesset. Maria Aegyptiaca (Acta Sanctorum) Bei dem hochgeweihten Orte, Wo den Herrn man niederliess, Bei dem Arm, der von der Pforte Warnend mich zurückestiess, Bei der vierzigjährigen Busse, Der ich treu in Wüsten blieb, Bei dem seligen Scheidegrusse, Den im Sand ich niederschrieb. [Zu Drei] Die du grossen Sünderinnen Deine Nähe nicht verweigerst Und ein büssendes Gewinnen In die Ewigkeiten steigerst, Gönn auch dieser guten Seele, Die sich einmal nur vergessen, Die nicht ahnte, dass sie fehle, Dein Verzeihen angemessen! Una Poenitentium [sonst Gretchen genannt, sich anschmiegend] Neige, neige, Du Ohnegleiche, Du Strahlenreiche, Dein Antlitz gnädig meinem Glück! Der früh Geliebte, Nicht mehr Getrübte, Er kommt zurück. Selige Knaben [in Kreisbewegung sich nähernd] Er überwächst uns schon An mächtigen Gliedern, Wird treuer Pflege Lohn Reichlich erwidern. Wir wurden früh entfernt Von Lebechören; Doch dieser hat gelernt. Er wird uns lehren. Una Poenitentium Vom elden Geisterchor umgeben, Wird sich der Neue kaum gewahr, Er ahnet kaum das frische Leben, So gleicht er schon der heiligen Schar. Sieh, wie er jedem Erdenbande Der alten Hülle sich entrafft, Und aus ätherischem Gewande Hervortritt erste Jugendkraft! Vergönne mir, ihn zu belehren: Noch blendet ihn der neue Tag! Mater Gloriosa Komm! Hebe dich zu höhern Sphären! Wenn er dich ahnet, folgt er nach. Doctor Marianus [auf dem Angesicht anbetend] Blicket auf zum Retterblick, Alle reuig Zarten, Euch zu seligem Geschick Dankend umzuarten! Werde jeder bessre Sinn Dir zum Dienst erbötig! Jungfrau, Mutter, Königin, Göttin, bleibe gnädig! Chorus Mysticus Alles Vergängliche Ist nur ein Gleichnis, Das Unzulängliche, Hier wirds Ereignis; Das Unbeschreibliche, Hier ists getan; Das Ewigweibliche zieht uns hinan. | 파우스트 제2부 종막 장면 '심산유곡'에 의한 오페라 (대본) 합창과 메아리, 거룩한 은자들 (조그만 합창) 숲이 이리 흔들리고 바위는 거기서 둘러서고 뿌리는 서로 엉키고 줄기는 빽빽하게 솟아 있네. 냇물은 흘러 물을 튀고 동굴은 깊숙한 안식을 주네 사자들도 말없이 정답게 우리 주위를 어슬렁거리고 축복받은 이곳을 존경한다. 거룩함 사랑의 쉴 곳을 법열의 신부 [아래 위로 떠다니며] 영원한 기쁨의 불길 불타는 사랑의 인연 들끓는 가슴의 고통 치솟는 성스런 기쁨 화살아 나를 꿰뚫고 창이여 나를 찌르고 몽둥이 나를 부숴라 번개야 나를 태우라 허무함 모두 사라지고 쉼 없는 빛이 비추도록 영원한 사랑의 씨앗이여! 명상하는 신부 [낮은 곳에서] 바위절벽이 내 발 아래 깊은 바닥에 얹혀 잇듯이 수많은 개울물이 반짝이며 흐르고 사나운 폭포 되어 물거품 일으키듯 자신의 힘찬 기세로 나무 줄기가 하늘로 빼곡하게 치솟듯 만물을 형성하고 길러내는 것은 전능한 사랑의 힘이다. 사나운 물소리가 내주위에 들린다. 숲과 바위 밑에 물결치듯 졸졸 흐르는 풍성한 냇물이 곧바로 깊은 골짜기로 흘러내리니 그것은 골짜기를 적시기 위함이다. 번갯불이 번쩍이며 내리니 그것은 대기를 정화하기 위함이다. 독기와 유황을 품고 있는 이 모든 것이 사랑의 사자로 영원히 창조하며 우리를 둘러싼 힘을 알려준다. 내 맘 속에도 불을 붙어다요 그곳에는 영혼이 혼란되어 싸늘하고 무딘 권능의 울타리에서 옥죄는 쇠사슬의 고통을 괴로워한다. 아~ 하느님! 이러한 생각을 달래주사고 가난한 마음을 환히 비춰주소서. 뒤따르는 두 합창단이 동시에 노래한다 천사들 (두 합창단 노래) [파우스트의 불멸의 영혼을 인도하며, 공중에서 부유하고 있다.] 정신세계에 속한 숭고한 분이 악마로부터 구원되었다. 언제나 갈망하며 애쓰는 자는 그를 우리는 구원할 수 있습니다. 그리고 이분에게는 천상으로부터의 사랑까지 더하였습니다. 축복받은 무리들이 진심으로 반갑게 이분을 맞이합니다. 승천한 소년들의 합창 [산꼭대기를 떠돌면서] 즐겁게 손에 손잡고 둥글게 원을 만들어 춤추고 노래 부르자. 거룩한 내 안에 감정을 하느님께 배웠으니 마음 놓고 의지하자. 존경하는 하느님을 뵙게 되라라. 어린 천사들 장미꽃이 사랑스럽고 거룩하게 속죄하는 여인들에 손에서 나왔네. 장미는 우리의 승리를 도와 숭고한 일을 완성하게 되어 이 영혼의 보물을 얻었네. 장미를 뿌리자 악인들은 물러가고 장미로 내리치차 악마들도 도망가네. 악마들은 익숙한 지옥의 형별 대신 사랑에서 고통을 느껐던 겁니다. 그 늙은 악마의 두목까지도 쓰라린 고통이 온몸에 스며들였지요. 기뻐해요! 성공이에요! 성숙한 천사들 [알토 독창과 합창] 지상의 찌꺼기를 나르는 것은 우리에게 괴로운 일 입니다. 그것은 석면이라 해도 깨끗하지는 못하지요. 강한 정신력이 모든 원소를 한 데 긁어 모으면 육과 영이 내부에서 맺어져 어떤 천사도 각각의 내부에서 한데 뭉친 이중체를 떼어놓을 수 없어요. 영원한 사랑만이 갈라놓을 수 있답니다. 뒤따르는 합창과, 마리아를 숭배하는 박사의 첫 8행은 동시에 노래된다. 어린 천사들 지금 느껴지내요, 안개처럼 바위를 감돌며 가까이서 움직히는 영혼의 움직임이 구름은 맑게 개고 축복받은 어린이들이 영은 맑아옵니다. 일찍 하늘에 불려간 소년들의 부산한 무리들이 보입니다. 이승에 짓누름에서 벗어나 분주하게 모여 기운을 북돋고 있습니다. 둥굴게 모여 하늘 나라의 새 봄과 장식으로 활기를 띠고 있습니다. 이분도 먼저 축복받은 소년들과 어울리게 하고 차츰 완성의 경지로 올라가게 하는 것이 좋겠지요! 승천한 소년들 (박사(테너)와 같이) 우리들은 기꺼이 번데기 상태에 있는 이분을 맡겠어요. 천사가 되는 담보를 얻은 셈이지요. 이분을 싸고 있는 솜털을 벗겨 주세요! 벌써 이분은 거룩한 삶으로 들어가 아름답게 자랐습니다. 마리아를 숭배하는 박사 [가장 높고 가장 깨끗한 암굴 속에서] 이곳의 자유로운 전망이 정신을 드높이구나 저기 여인들이 위를 향해, 떠오르며 지나간다. 그 가운데 별의 왕관을 쓴 그분이 계신다, 하늘나라의 여왕님 그 빛을 보았네 만상의 위에 계신 여인이시여! 파랗게 펼쳐진 하늘의 장막 속에서 당신의 비밀을 보여주소서! 사내의 가슴을 진지하고도 부드럽게 움직여 거룩한 사랑의 기쁨을 지니고 당신께 다가감을 기특하게 여기소서 우리의 용기는 비할 데 없습니다. 숭고하게 명하시면 우리에게 평화를 주시면 열정도 갑자기 진정됩니다. 마리아를 숭배하는 박사와 합창 동정녀시여, 지고로 순결한 분 어머니, 존경받아 마땅한 분 우리에게 선택된 여왕이시여 하느님과 같은 지체인 분이시여 [영광의 성모 떠오른다] [합창] 그대, 만질 수는 없지만 찾아오는 것은 금지 되어 있지않습니다. 일단 약점을 잡히면 그 들을 구하기 어렵습니다. 경사지고 미끄러운 바닥에서는 발이 얼마나 잘 미끄러집니까. 참회하는 여자들의 합창 [그리고 속죄의 여인 그레트헨] 영원한 나라가 있는 하늘로 오르시는 분 저희의 애원을 들어주소서. 비길 데 없는 분이여 자비로운 분이여 큰죄를 지은 여인 (누가복음 7장 36절) (제1소프라노 독창) 그 사랑에 의지하여 당신께 청합니다. 구세주가 되신 당신 아드님의 두 발에 눈물을 흘리며 향유를 대신했던 바리새인들의 조롱에 아랑곳 않고 그처럼 풍성하게 향유를 쏟아냈던 항아리에 의지해 당신께 청합니다. 그렇게 부드럽고 거룩한 손발을 닦았던 곱슬머리에 의지해 당신께 청합니다. 사마리아의 여인(요한복음 4장) (제1알토,메조소프라노 중창) 샘물의 의지해 당신께 청합니다. 그 옛날 아브라함에게 양떼를 몰고 가게 한 그 두레박에 의지해 당신께 청합니다. 구세주의 입술에 시원하게 닿았던 맑고도 풍성샘물에 의지해 당신께 청합니다. 이제 그곳에서 솟아나와 넘칠 듯 영원히 맑게 온 세상을 저시며 흘러가는 이집트의 마리아(사도행전) (제2알토,메조소프라노 중창) 거룩하기 그지없는 그 장소 주님을 앉아 쉬게 했던 곳 그 팔, 훈계하시며 문간에서 나를 밀어내던 내가 사막에서 충실하게 행한 40년의 속죄와 내가 모래속에 적어 놓았던 축복의 작별인사에 의지하여 당신께 청합니다. [세 사람 다 같이] 큰 죄를 지은 여인들이 곁에 오는 것을 물리치지 않으시고 속죄의 전리품을 영원으로 높인 분이여 이 선한 영혼은 단 한 번 자기를 잊었을 뿐 입니다. 잘못을 깨닫지 못했지만 당신에 용서를 베푸소서. 참회하는 여인 (제2소프라노 독창) [한때 그레트헨이라 불렸던 여인. 성모에게 매달리며] 굽이굽이 보소서. 비길 데 없는 분, 빛이 넘치는 분 자애로운 얼굴로 제 행복을 살피소서. 옛날에 사랑했던 분이 더 이상 타락하지 않는 분이 돌아왔습니다. 승천한 소년들 (어린이 합창) [원을 지어 움직이며 가까이 온다.] 이 분은 우리보다 훨씬 어른이라 팔다리가 튼튼합니다. 충실히 보살핀 보답을 후하게 갚을 거에요. 우리는 지상에 인간들로 부터 일찍 내려왔죠. 하지만 이 분은 학식이 높으니 우리를 가르쳐주실 거에요. 참회하는 여인 그레트헨 (제2소프라노 독창) 고귀한 영혼의 무리에 둘려싸여 아무것도 모르는 저 분은 새로운 삶 조차 느끼지 못합니다. 하지만 벌써 성자의 모습을 닮아가지요. 보세요, 이 분은 속세에 모든 인연과 그 낡은 껍데기를 벗어 던졌습니다. 그리고 천상의 옷으로부터 맨 처음 젊은이의 힘이 솟아납니다. 저 분을 가르치도록 허락해 주세요! 새로운 빛이 아직 저 분에겐 눈부십니다. 영광의 성모 [천상(天上)에] 오너라! 보다 높은 하늘로 그도 너를 알면 따라오리라. [성모 주변에 있는 천사들은 파우스트에게 '오세요'라고 말한다] 마리아를 숭배하는 박사 (박사(테너)가 먼저 노래하고 합창한다) [엎드려 얼굴을 들어 기도하면서] 저 구원의 눈을 우러러보라, 모든 뉘우치는 냐약한 자들아. 거룩하신 섭리에 따라 감사하며 변하라. 모든 착한 마음들이 당신을 받들어 모시리니 동정녀여, 어머니, 여왕이여 신이시여, 길이길이 자비를 베푸소서. 신비의 합창 일체의 무상한 것은 그저 비유이니 미칠 수 없는 것이 여기서는 이루어지고 말로 할 수 없는 것이 여기서는 실현되네 영원한 여성이 우리를 이끌어 올린다. |

## 참고 문헌
- 《작곡가별 명곡해설 라이브러리》 17권 '말러' 〈음악지우사〉 (音樂世界)
- 《교향곡》 음악도서, 삼호출판사(명곡해설편찬위원회: 김방헌, 김정덕, 민경찬, 전지호)
- 스티브 존슨, 《말러와 1910년의 세계》_〈교향곡 8번〉의 탄생, 이석호 옮김, 포노, 2023